# Moscato di Cagliari
Der Moscato di Cagliari ist ein süßer Weißwein der italienischen Insel Sardinien. Die Zone, die seit dem 10. Januar 1979 den Status einer Denominazione di origine controllata (kurz DOC) genießt, umfasst 108 Gemeinden in der Provinz Cagliari und 79 Gemeinden in der Provinz Oristano.

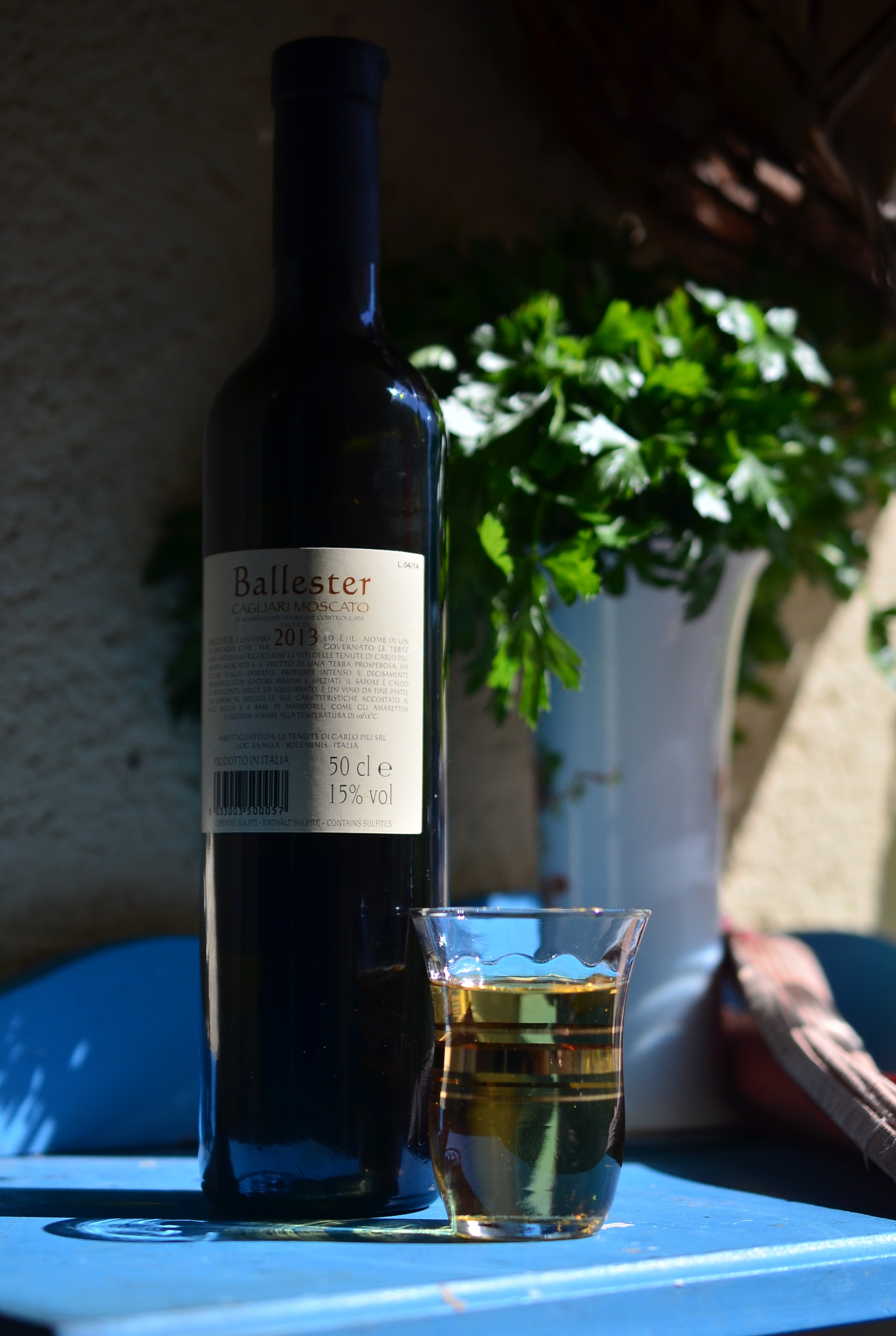
Flasche und Glas Cagliari Moscato

Hauptanbauregionen sind die Schwemmlandebene Campidano bei Cagliari sowie die niedrig gelegenen Lagen unterhalb von 400 m der Sulcis inklusive des Ortes Sant’Antioco. Etwa 25 Winzer bearbeiten die 42 Hektar zugelassenen Reblandes. Der Wein ist somit im Handel kaum zu finden.
Die Weine werden zu 100 % sortenrein aus überreifen, jedoch noch nicht rosinierten Trauben der Rebsorte Moscato Bianco gekeltert. Botrytis ist unerwünscht, ist jedoch ohnehin sowohl traubenspezifisch als auch standortbedingt kein Thema. Seit der Revision der Regularien 2011 darf das Gärgut bis zu 15 % andere Moste enthalten – allerdings nur von Trauben, die in der Region zugelassen sind. Bisher wurde diese Erweiterung, die dem Wein neue Entwicklungsmöglichkeiten geben könnte, noch kaum in die Praxis umgesetzt.

## Weintypen

### Moscato di Cagliari
Das Aushängeschild unter den Muskatweinen dieser Appellation ist der Moscato di Cagliari (oder Cagliari Moscato) ein Vino dolce naturale, also ein Wein mit natürlichem Gärungsalkohol und natürlichem Restzucker. Er kann ein bemerkenswerter und typischer Vertreter seiner Art mit intensiven, sortentypischen Aromen und einer moderaten Süße sein. Der Wein wird aus spät gelesenem (Lese meist Mitte September), schon am Stock leicht angetrocknetem Lesegut gewonnen. Ein weiterer Trocknungsvorgang findet nicht statt. Trotzdem kann das Lesegut so enorme Zuckergrade enthalten, dass bei besten Qualitäten an die 15 Volumenprozent Alkohol bei noch immer beachtlichem Restzucker erreicht werden. Die Restsüße ist ebenfalls natürlich, ein Nachsüßen mit Traubenkonzentrat ist untersagt. Das Lesegut wird weitgehend entrappt und nach einer kurzen Anquetschung meist über Nacht fermentiert, bevor es gepresst und der Most in Gärtanks abgezogen wird. Die besten Qualitäten stammen von Vorlaufmosten, also solchen, die schon bei der Anquetschung oder durch das Eigengewicht abrinnen. Nach der langsamen, gekühlten Gärung, wird der Jungwein auf meist kleine Fässer umgezogen, worin er seine endgültige Reife erhält. Er darf schon in dem der Lese folgenden Jahr in den Handel gebracht werden.
Zwar hat auch der Moscato Cagliari wie alle qualitativ anspruchsvollen Süßweine eine ausgezeichnete Lagerfähigkeit, doch wird er bei zu langer Lagerung etwas zuckerlastig und leicht cremig, sodass die ohnehin eher schwache Säurestruktur noch weiter in den Hintergrund gedrängt wird. Er erreicht seine beste Trinkqualität also bereits kurz nach der Abfüllung und sollte nach spätestens fünf bis sechs Jahren konsumiert sein. Sein zweiter, auf Sardinien sehr verbreiteter Verwendungszweck als Zutat für verschiedenes Süßgebäck, bleibt davon aber unbeeinflusst.
- Farbe: leuchtendes Goldgelb
- Duft: intensiv, typisches Muskatelleraroma, daneben oft Melonen- und Honignuancen.
- Alkoholgehalt: min. 13 Volumenprozent – bessere Qualitäten 14-15 Volumenprozent.
- Säuregehalt: 4 -6 Promille
- Trinktemperatur: 8 - 12 °C

### Moscato di Cagliari Liquoroso
Die Alkoholische Gärung des Weins wurde durch Zugabe von reinem Weingeist gestoppt. Dadurch verfügt der Wein über einen Alkoholgehalt von mindestens 17,5 Vol.-% und ist sehr gut haltbar.

### Moscato di Cagliari Liquoroso Riserva
Bei der Riserva handelt sich dabei um Liquoroso Qualitäten, die mindestens 1 Jahr beim Winzer gereift sind.

## Herstellmengen
aufgeteilt je Provinz und Erntejahr. Die Mengen sind in Hektoliter ausgewiesen
- Cagliari  (1990/91)  206 Hektoliter
- Cagliari  (1991/92)  229 Hektoliter
- Cagliari  (1992/93)  690 Hektoliter
- Cagliari  (1993/94)  1114 Hektoliter
- Cagliari  (1994/95)  676 Hektoliter
- Cagliari  (1995/96)  440 Hektoliter
- Cagliari  (1996/97)  576 Hektoliter
- Oristano  (1993/94)  137 Hektoliter
- Oristano  (1994/95)  60 Hektoliter
- Oristano  (1995/96)  67 Hektoliter
- Oristano  (1996/97)  107 Hektoliter